# Cadmi(II) chloride
Cadmi(II) chloride là một hợp chất vô cơ có cấu trúc tinh thể tinh thể màu trắng với thành phần là hai nguyên tố cadmi và clo với công thức hóa học được quy định là CdCl2. Đây là một chất rắn, có tính hút ẩm và khả năng hòa tan cao trong nước và tan trong rượu. Mặc dù nó được coi là có liên kết ion, nó có tính chất cộng hóa trị đáng kể về liên kết của nó. Cấu trúc tinh thể của cadmi(II) chloride bao gồm các lớp ion hai chiều, là một tham chiếu để mô tả các cấu trúc tinh thể khác. Ngoài ra, hợp chất này còn tồn tại dưới dạng ngậm nước, với các công thức CdCl2·H2O và CdCl2·5H2O.

## Sử dụng
Cadmi(II) chloride được sử dụng để điều chế cadmi(II) sulfide, được gọi là "cadmi vàng", một chất màu vô cơ màu vàng rực rỡ, ổn định.
CdO + H2S → CdS↓ + H2O
Trong phòng thí nghiệm, CdCl2 khan có thể được sử dụng để điều chế các hợp chất organocadmi của loại hợp chất có công thức chung là R2Cd, trong đó nhóm R là aryl hoặc ankyl chủ yếu. Chúng đã từng được sử dụng trong tổng hợp xeton từ acyl chloride:
CdCl2 + 2RMgX → R2Cd + MgCl2 + MgX2
R2Cd + 2R'COCl → 2R'COR + CdCl2

## Hợp chất khác
CdCl2 còn tạo một số hợp chất với NH3, như CdCl2·NH3 là tinh thể vàng nhạt, CdCl2·2NH3 là tinh thể trắng, CdCl2·3NH3·½H2O và CdCl2·4NH3·½H2O đều là tinh thể bát diện màu sáng, CdCl2·5NH3 là tinh thể nhỏ màu trắng hay CdCl2·6NH3 là tinh thể trắng.
CdCl2 còn tạo một số hợp chất với N2H4, như CdCl2·2N2H4 là tinh thể hình kim màu trắng.
CdCl2 còn tạo một số hợp chất với NH2OH, như CdCl2·2NH2OH là tinh thể dạng lăng trụ sáng.
CdCl2 còn tạo một số hợp chất với CO(NH2)2, như CdCl2·CO(NH2)2 là tinh thể không màu, D = 2,74 g/cm³.
CdCl2 còn tạo một số hợp chất với CON3H5, như CdCl2·CON3H5 (D = 2,671 g/cm³) và CdCl2·2CON3H5 (D = 2,228 g/cm³) đều là tinh thể không màu.
CdCl2 còn tạo một số hợp chất với CON4H6, như CdCl2·2CON4H6 là tinh thể không màu.
CdCl2 còn tạo một số hợp chất với CS(NH2)2, như CdCl2·2CS(NH2)2 là tinh thể không màu, D = 2,23 g/cm³.
CdCl2 còn tạo một số hợp chất với CSN3H5, như CdCl2·CSN3H5·H2O là tinh thể không màu, D = 2,41 g/cm³.
CdCl2 còn tạo một số hợp chất với CSN4H6, như CdCl2·2CSN4H6 là tinh thể không màu, D = 2,19 g/cm³.